# Las Maravillas (Jitotol)
Las Maravillas es una localidad del estado mexicano de Chiapas. Es parte del municipio de Jitotol.

## Demografía
| Gráfica de evolución demográfica |
|                                  |

| Censo | Población |
| ----- | --------- |
| 1940  | 290       |
| 1950  | 420       |
| 1960  | 299       |
| 1970  | 474       |
| 1980  | 658       |
| 1990  | 995       |
| 2000  | 1 397     |
| 2010  | 2 105     |
| 2020  | 2 699     |